# La taglia è tua... l'uomo l'ammazzo io
La taglia è tua… l'uomo l'ammazzo io (Brasil: El Puro - O Procurado ) é um filme italiano de 1969, de Spaghetti Western estrelado pelo ator norte-americano Robert Woods.

## Sinopse
Um grupo de assassinos procuram um pistoleiro procurado atrás da recompensa. Seu alvo é El Puro, um alcoólatra sem rumo na vida, que tem sua cabeça colocada à prêmio. No entanto, quando sua namorada é assassinada por eles, El Puro se vê obrigado a tomar uma atitude.

## Elenco
- Robert Woods .... Joe Bishop 'El Puro'
- Aldo Berti .... Cassidy
- Mario Brega .... Tim
- Rosalba Neri .... Rosie
- Fabrizio Gianni .... Fernando
- Maurizio Bonuglia .... Dolph
- Valerio Fioravanti .... Antonio